# Малиновский, Ромуальд Фелицианович
Ромуальд Фелицианович Малиновский (пол. Romuald Felicjanowicz Malinowski; 24 ноября 1906, Тифлис — 31 мая 1990, Ульяновск) — советский и польский военачальник, генерал-майор войск связи, полковник Войска Польского, начальник Ульяновского высшего военного инженерного училища связи.

## Биография

### Семья
Родился 24 ноября 1906 года в Тифлисе в семье польских переселенцев. Отец — Фелициан Антонович, кондуктор пассажирских поездов, мать — Стефания Петровна, также были сёстры Геновефа и Изабелла. Супруга — Лилия Евгеньевна Малиновская, подпоручик Войска Польского и командир телеграфного взвода. В браке родились трое детей (два сына и дочь), ставшие связистами. В 1986 году сообщалось, что у Малиновских было девять внуков и внучек.

### Довоенные годы
Окончил Приходскую школу, переехал в 1918 году в Мариуполь и работал подмастерьем сапожника. В 1921 году переехал в Фисюры (Езерьянский район), работал на Сахарном заводе. Затем в селе Сохдженцы (Антонинский район, Шепетовский округ) трудился в совхозе и учился на вечерних курсах. В 1926 году избран председателем Изяславского райкома Союза Всеработземлес, где работал до конца 1927 года, после избран членом Шепетовского окружного комитета Союза Всеработземлес и работал заворготделом до 24 ноября 1928 года.
Призван в РККА 24 ноября 1928 года в 38-й кавалерийский полк (7-я кавалерийская дивизия Белорусского военного округа). Командир отделения, старшина и командир взвода связи. В апреле 1932 года произведён в командиры взвода, командовал взводом в 3-м полку связи (Украинский военный округ, Харьков), после прохождения курсов усовершенствования при 6-м полку связи (Киев) возглавил учебный взвод, был помощником командира телеграфной-эксплуатационной роты 3-го полка связи (Харьков).
В декабре 1933 года по приказу командования создал отдельную роту связи, где был помощником командира. Службу нёс в Полтавском укрепрайоне Приморской группы войск ОКДВА. В 1935 году после окончания курсов усовершенствования командного состава (Хабаровск) возглавил кабельно-телеграфную моторизованную роту, был начальником боепитания отдельного батальона связи 39-го стрелкового корпуса Приморской группы войск ОКДВА. В июне 1938 года уволен из РККА после ареста отца и уехал в Харьков работать техником Золочевской райконторы связи, но в том же году восстановлен..
Дальнейшую службу нёс в 57-м отдельном батальоне связи 16-го стрелкового корпуса Белорусского особого военного округа. До мая 1941 года — командир телеграфно-кабельной роты, начальник школы младшего начальствующего состава (в звании капитана).

### Война
С 24 марта 1941 года — старший адъютант 57-го отдельного батальона связи 16-го стрелкового корпуса Прибалтийского особого военного округа. С 20 июня по 25 августа 1941 года — адъютант того же полка в 27-й армии. С 25 августа по 1 ноября 1941 года — начальник штаба 56-го отдельного полка связи в той же армии, с 1 ноября 1941 года по 15 марта 1942 года — заместитель командира полка, с 15 марта по 24 декабря 1942 года — командир полка в составе 4-й ударной армии. 
С 24 декабря 1942 года по 2 апреля 1944 года — заместитель начальника отдела связи 4-й ударной армии Калининского и 1-го Прибалтийского фронта (подполковник). Далее до 14 апреля 1944 года в распоряжении Главного управления связи.
С 12 по 16 апреля 1944 года — исполняющий должность начальника отдела связи 1-й польской армии. 16 апреля возглавил отдельный полк связи 1-й польской армии, 31 мая 1944 года произведён в полковники. С октября до 23 ноября 1944 — начальник связи 3-й польской армии, с 23 ноября 1944 по сентябрь 1945 — командир 3-го отдельного полка связи Войска Польского. Неоднократно был ранен.

### После войны
До 1958 года служил в Польше с генералом К. К. Рокоссовским и с будущим президентом ПНР В. Ярузельским.
С сентября 1945 по 4 сентября 1946 года — командир 1-го отдельного полка связи Народного Войска Польского, затем до 3 декабря 1951 года начальник управления связи Народного Войска Польского, до ноября 1952 года — начальник связи Народного Войска Польского. С ноября 1952 по 3 ноября 1953 года — слушатель Высших академических курсов при Военной академии связи имени С.М. Будённого.
Начальник войск связи Войска Польского с 3 ноября 1953 по 17 сентября 1958, слушатель Высших академических курсов военной академии Генерального штаба Вооружённых сил СССР с 17 сентября 1958 по 22 августа 1959.
С августа 1959 по март 1968 года — начальник Ульяновского военного училища связи. 
Депутат Ульяновского областного Совета депутатов (1963). Неоднократно бывал в Польше.
Скончался 31 мая 1990 года в Ульяновске. Похоронен на Северном кладбище.

## Награды
Всего Ромуальд Малиновский был отмечен 33 наградами СССР, Польши и стран соцлагеря. 1 июня 2010 года неизвестные ограбили квартиру семьи генерала и украли награды Малиновского и его супруги.

### СССР
- Орден Ленина (1954)[2][3]
- Орден Красного Знамени[2][3]
- Орден Отечественной войны (I и II степеней, I степень — 3 января 1944)[2][6]
- Орден Красной Звезды (дважды)[2][3]
- Медаль «За боевые заслуги» (30 марта 1942)[7]
- Медаль «За победу над Германией в Великой Отечественной войне 1941—1945 гг.»
- Медаль «За освобождение Варшавы»
- Иные медали[2]

### Польша
- Орден Virtuti Militari III степени (1968)[2][3]
- Орден Крест Грюнвальда III класса (1946)[2][8][3]
- Орден Возрождения Польши (офицерский крест, 1945; командорский крест, 1954)[2][3]
- Орден Знамя Труда (II класс, 1949; I класс, 1958)[2][3]
- Золотой крест Заслуги (1946)[2][3]
- Серебряная медаль «Вооруженные силы на службе Родине» (1945)[3]
- Иные медали[2]